# Капіталізм і свобода (книга)
Капіталізм і свобода (англ. Capitalism and Freedom by Milton Friedman) - книжка Мілтона Фрідмана, лауреата Нобелівської премії. Вперше опублікована в 1962 році. З часу публікації обсяги продажів сягли більш ніж півмільйона екземплярів. Перекладена 18-ма мовами. 

## Огляд книги
Класика політекономії ХХ ст. Названа однією зі ста найбільш впливових книг з часів війни за версією Times Literary Supplement. Книжка написана через двадцять років після Другої Світової війни. В той час наслідки Великої Депресії все ще залишались в умах людей. В книзі автор порушує питання економічного капіталізму в умовах ліберального суспільного ладу. 
Чи можемо ми довіряти обіцянкам уряду, якщо це порушує нашу особисту свободу? Фрідман обґрунтовує свою економічну філософію, згідно якої здоровий капіталізм послуговує засобом досягнення економічної та політичної свободи, які за твердженням М.Фрідмана нерозривно взаємопов’язані.
Laissez faire або «принцип невтручання» є інструментом зменшення впливу держави на економічні справи, збільшуючи тим самим роль індивідуумів. Перелік діючих державних програм, які посягають на свободу особистості є вражаючим.
Автор наполягає на невідкладному звуженні впливу за такими напрямками, як встановлення мінімальної заробітної плати, максимальних цін, підтримки цін господарств, прогресивної ставки податку на дохід, монополії підприємств поштового зв‘язку та ін.
Основні питання, які розглядає автор:
- Обмеження державного втручання в економіку;
- Роздержавлення освіти та соціального сектору;
- Децентралізація влади;
- Міжнародні фінансові та торговельні домовленості;
- Фіскальна політика;
- Монополія та соціальна відповідальність бізнесу та робочої сили;
- Розподіл доходів;
- Гнучкий курс валют.

Відгуки підкреслюють, що праця написана у доступній, зрозумілій манері та стає дедалі більш актуальною в сучасному світі.

## Переклад українською
- Фрідман, Мілтон. Капіталізм і свобода / пер. Неля Рогачевська. К.: Наш Формат, 2017. —  216 с. — ISBN 978-617-7279-77-7